# Rândunică Fanti
Rândunica Fanti (Psalidoprocne obscura) este o specie de pasăre din familia Hirundinidae, care trăiește în Africa de Vest. Fanti sunt un trib din sudul Ghanei.

## Descriere
Este o rândunică mică, care măsoară aproximativ 17 cm lungime. Penajul său este verde lucios. Coada este lungă și adânc bifurcată. Sexele sunt asemănătoare, dar femela are o coadă mai scurtă. Puii sunt maro, cu puțin luciu și au cozi scurte.